# Reflection (альбом)
Reflection — альбом-компиляция группы Paradise Lost, вышедший в 1998 году. Диск включает в себя три концертные записи.

## Список композиций
| №                   | Название                  | Длительность |
| ------------------- | ------------------------- | ------------ |
| 1.                  | «Say Just Words»          | 4:01         |
| 2.                  | «Hallowed Land»           | 5:02         |
| 3.                  | «True Belief»             | 4:29         |
| 4.                  | «Pity the Sadness»        | 5:02         |
| 5.                  | «Eternal»                 | 3:46         |
| 6.                  | «Forever Failure (Remix)» | 4:13         |
| 7.                  | «Gothic»                  | 4:42         |
| 8.                  | «One Second»              | 3:30         |
| 9.                  | «Rotting Misery (In Dub)» | 5:59         |
| 10.                 | «The Last Time»           | 3:25         |
| 11.                 | «Mercy»                   | 4:23         |
| 12.                 | «Widow»                   | 3:04         |
| 13.                 | «Embers Fire»             | 4:44         |
| 14.                 | «As I Die»                | 3:47         |
| 15.                 | «Soul Courageous (Live)»  | 3:09         |
| 16.                 | «Blood of Another (Live)» | 3:59         |
| 17.                 | «As I Die (Live)»         | 3:56         |
| Общая длительность: | Общая длительность:       | 1:11:11      |

## Участники записи
- Nick Holmes - вокал
- Gregor Mackintosh - ведущая гитара
- Aaron Aedy - ритм и акустическая гитара
- Stephen Edmondson - бас
- Matthew Archer - ударные
- Lee Morris - ударные

1. ↑  Reflection on Apple Music (англ.). Apple Music (7 сентября 1998). Дата обращения: 28 мая 2024.